# Malcolm Lee
Malcolm Toshio Lee (Riverside, California, 22 de mayo de 1990) es un jugador de baloncesto estadounidense que actualmente se encuentra sin equipo. Con 1,96 metros de estatura, juega en la posición de escolta.

## Trayectoria deportiva

### Universidad
Jugó durante tres temporadas con los Bruins de la Universidad de California en Los Ángeles, en las que promedió 9,7 puntos, 3,0 rebotes y 1,9 asistencias por partido. En su segunda temporada ya fue titular indiscutible, siendo uno de los dos únicos jugadores de los Bruins en salir desde el inicio en los 32 partidos de la temporada. Logró su máximo personal en anotación ante Notre Dame, con 29 puntos.
En la que iba a ser su última temporada como universitario promedió 13,1 puntos y 3,1 rebotes por partido, y fue incluido en los mejores quintetos absoluto y defensivo de la Pacific-10 Conference.
En marzo de 2011 anunció que se declaraba elegible para el Draft de la NBA.

### Profesional
Fue elegido en la cuadragésimo tercera posición del Draft de la NBA de 2011 por Chicago Bulls, pero fue traspasado esa misma noche a Minnesota Timberwolves junto con los derechos sobre Norris Cole, la elección 28, a cambio de los derechos sobre Nikola Mirotić, la elección 23.
En el mes de diciembre firmó un contrato garantizado por tres temporadas con los Wolves. Pero durante la pretemporada sufrió un desgarro en el menisco, que le ha obligado a parar por el quirófano, dejándole seis semanas fuera de la competición.
En febrero de 2012 fue asignado a los Sioux Falls Skyforce de la NBA D-League. Debutó finalmente en la NBA el 10 de marzo ante New Orleans Hornets.

#### Estadísticas

##### Temporada regular
| Año     | Equipo    | PJ | PT | MPP  | %TC  | %3P  | %TL  | RPP | APP | ROB | TPP | PPP |
| ------- | --------- | -- | -- | ---- | ---- | ---- | ---- | --- | --- | --- | --- | --- |
| 2011-12 | Minnesota | 19 | 0  | 12.8 | .390 | .200 | .824 | 1.4 | 1.6 | .4  | .2  | 3.3 |
| 2012-13 | Minnesota | 16 | 12 | 18.1 | .382 | .333 | .600 | 2.4 | 1.3 | .8  | .4  | 4.9 |
| Total   | Total     | 35 | 12 | 15.2 | .385 | .294 | .703 | 1.9 | 1.5 | .6  | .3  | 4.0 |